# Kaelin Burnett
Kaelin Burnett (Los Angeles, 6 settembre 1989) è un ex giocatore di football americano statunitense che ha giocato nel ruolo di linebacker. Al college giocò a football all'Università del Nevada-Reno. È il fratello minore dell'outside linebacker dei Raiders Kevin Burnett.

## Carriera professionistica

### Oakland Raiders
Burnett firmò il 4 maggio come free agent con gli Oakland Raiders, dopo non esser stato scelto al draft NFL 2012 un contratto di 3 anni per un totale di 1,44 milioni di dollari. Il 31 agosto venne svincolato, per poi firmare il giorno successivo con la squadra di allenamento un nuovo contratto di un anno per 390.000$. Il 24 novembre venne promosso in prima squadra. Il giorno seguente debuttò come professionista contro i Cincinnati Bengals. Chiuse la sua stagione da rookie giocando 6 partite con 2 tackle totali.
Il 22 marzo 2013 rifirmò per un altro anno con i Raiders, nella settimana 13 contro i Dallas Cowboys forzò il suo primo fumble in carriera sulle 20 yard avversarie ai danni di Terrance Williams, poi recuperato dal compagno di squadra Greg Jenkins e ritornato in touchdown. Chiuse la stagione giocando 16 partite con 10 tackle e un fumble forzato.
Il 17 aprile 2014 firmò per un anno per 570.000$.

## Vittorie e premi
Nessuno

## Statistiche
| Partite totali             | 22            |
| Partite totali da titolare | 0             |
| Tackle totali              | 12            |
| Sack totali                | 0             |
| Intercetti fatti           | 0             |
| Fumble forzati             | 1             |
| Fumble recuperati          | 0             |
| Passaggi deviati           | 0             |
| Penalità fatte             | 2 per 20 yard |

Statistiche aggiornate alla stagione 2013